# Chloris amethystea
Chloris amethystea là một loài thực vật có hoa trong họ Hòa thảo. Loài này được Hochst. mô tả khoa học đầu tiên năm 1855.